# Mariage de Guillaume de Luxembourg et de Stéphanie de Lannoy
Le mariage de Guillaume de Luxembourg et de Stéphanie de Lannoy a lieu les 19 et 20 octobre 2012.

## Cérémonies et festivités

### Vendredi 19 octobre 2012

Monogramme de Guillaume et Stéphanie de Luxembourg.

Une réception au Grand Théâtre de la ville de Luxembourg est offerte par le gouvernement luxembourgeois à 11 h, en l'honneur de S.A.R. le grand-duc héritier et de la comtesse Stéphanie de Lannoy, en présence de membres de la jeunesse luxembourgeoise ainsi que de représentants de mouvements et d’associations du pays. À 15 h 30, le mariage civil est célébré à la mairie de Luxembourg par le bourgmestre Xavier Bettel.
À partir de 19 h 30, un dîner de gala se déroule au palais grand-ducal en présence des membres du Gotha.

### Samedi 20 octobre 2012
La journée commence à 11 h, par le mariage religieux en la cathédrale Notre-Dame de Luxembourg, en présence d'invités prestigieux et de membres de la population. Stéphanie de Lannoy est vêtue d'une robe d'Elie Saab.
À 13 h, le couple princier, ainsi que le grand-duc et la grande-duchesse et leurs enfants apparaissent sur le balcon du palais grand-ducal, à l'intérieur duquel une réception est organisée.
À 20 h 20, un feu d'artifice est tiré depuis le parc des Trois Glands avec un encadrement musical et en présence du couple princier. 
Enfin une nuit blanche est décrétée dans la capitale jusqu'à 3 h du matin.